# IC 3277
IC 3277 ist eine Galaxie vom Hubble-Typ S? im Sternbild Haar der Berenike am Nordsternhimmel.
Das Objekt wurde am 23. März 1903 von dem deutschen Astronomen Max Wolf entdeckt.